# 塔塔里诺农村居民点
塔塔里诺农村居民点（俄语：Татаринское сельское поселение）是俄罗斯联邦沃罗涅日州卡缅卡区所属的一个农村居民点。其下辖有1个居民点，行政中心为塔塔里诺。据2016年统计，该农村居民点的人口为874人。